# Jockey Club Gold Cup
La Jockey Club Gold Cup, establecida en 1919, es una carrera de caballos pura sangre abierta para caballos de cualquier género de tres años en adelante, por lo general, es el evento principal de la reunión de otoño en Belmont Parque, al igual que Belmont Stakes es de la reunión de primavera y Travers Stakes es de la reunión de verano en Saratoga. Los ganadores anteriores de la Copa de Oro son los verdaderos ganadores de los galardonados caballos del Salón de la fama, como Easy Goer, Man of War, Cigar, Skip Away, Curlin, Slew o 'Gold, John Henry, Affirmed, Forego, Shuvee, Damasco, Buckpasser, Kelso, Sword Dancer, Nashua, Citation, Whirlaway y War Admiral. A pesar de la bolsa actual de $ 1,000,000 y el estado de Grado 1, la estatura de la carrera ha sufrido un poco en los últimos años gracias a la aparición del Clásico de la Copa de Criadores no mucho después, así como un cambio en la distancia de 1 1/4 millas en 1990, reduciendo su carácter distintivo. Como parte de la serie Breeders 'Cup Challenge, el ganador de la Jockey Club Gold Cup califica automáticamente para el Breeders' Cup Classic.
Antes de que se conociera como la Jockey Club Gold Cup, comenzó como el Jockey Club Stakes. Este era su nombre cuando Man o 'War lo ganó contra el único caballo dispuesto a competir con él. Damask, propiedad de Harry Payne Whitney, se inscribió como un gesto deportivo y para evitar que Man o 'War corriera solo en un "walkover". Damask terminó 15 cuerpos atrás con Man o 'War, que se mantuvo bajo fuerte control para no humillar a su rival, aun así, Man o 'War rompió el récord estadounidense de una milla y media.
Diez caballos han ganado la carrera dos veces (incluidos los caballos del Salón de la Fama Curlin, Skip Away, Slew o 'Gold, Nashua y Triple Tiara, Shuvee). Solo un caballo en la historia ha ganado la Copa cinco veces, y ese fue el gran castrado Kelso.
En la carrera de 1978, Exceller derrotó al ganador de Triple Corona del año anterior, Seattle Slew, por una nariz en un duelo de estiramiento memorable, con el ganador de la Triple Corona de 1978, Affirmed, terminando quinto después de que su silla de montar se deslizó, el redactor de deportes Bill Nack escribió: "Exceller ganó por el corte de su nariz de chocolate ... Ese final furlong restante sigue siendo el legado más perdurable de [Seattle Slew] como caballo de carreras".
De 1976 a 1989, la Jockey Club Gold Cup se corrió a 1 1/2 millas, pero de 1921 a 1975 fue de dos millas (3 km) de largo, el segundo en distancia solo para el menos prestigioso, 2 1/4- Mile Display Handicap. De 1958 a 1974, a excepción de 1962 y 1968, la carrera se celebró en Aqueduct Racetrack en lugar de Belmont.

## Recordes
Registro de tiempo: (a 1 1/4 millas actuales)
- 1:58.89 - Saltarse (1997)

La mayoría de las victorias:
- 5 - Kelso (1960, 1961, 1962, 1963, 1964)

La mayoría de las victorias de un propietario:
- 5 - Glen Riddle Farm (1919, 1920, 1925, 1926, 1938)
- 5 - Bohemia Stable (1960, 1961, 1962, 1963, 1964)

La mayoría de las victorias por un jockey:
- 10 - Eddie Arcaro (1935, 1946, 1948, 1949, 1954, 1955, 1956, 1959, 1960, 1961)

La mayoría de las victorias por un entrenador:
- 7 - Jim Fitzsimmons (1929, 1930, 1933, 1934, 1944, 1955, 1956)

## Los ganadores
| Año  | Ganador            | Edad | Jockey             | Entrenador             | Propietario                        | Tiempo  |
| ---- | ------------------ | ---- | ------------------ | ---------------------- | ---------------------------------- | ------- |
| 2017 | Diversify          | 4    | Irad Ortiz Jr.     | Richard Violette Jr.   | Lauren & Ralph Evans               | 2:00.96 |
| 2016 | Hoppertunity       | 5    | John Velazquez     | Bob Baffert            | Watson, Pegram and Weitman         | 2:00.68 |
| 2015 | Tonalist           | 4    | John Velazquez     | Christophe Clement     | Robert S. Evans                    | 2:02.16 |
| 2014 | Tonalist           | 3    | Joel Rosario       | Christophe Clement     | Robert S. Evans                    | 2:02.12 |
| 2013 | Ron the Greek      | 6    | Jose Lezcano       | William I. Mott        | Brous Stable/Wachtel Stable et al. | 1:59.70 |
| 2012 | Flat Out           | 6    | Joel Rosario       | William I. Mott        | Preston Stables                    | 2:01.44 |
| 2011 | Flat Out           | 5    | Alex Solis         | Scooter Dickey         | Preston Stables                    | 2:03.17 |
| 2010 | Haynesfield        | 4    | Ramon Dominguez    | Steve Asmussen         | Turtle Bird Stable                 | 2:02.48 |
| 2009 | Summer Bird        | 3    | Kent J. Desormeaux | Tim A. Ice             | Jayaraman/Kalarikkal/Vilasini      | 2:02.51 |
| 2008 | Curlin             | 4    | Robby Albarado     | Steve Asmussen         | Stonestreet Stables et al.         | 2:01:93 |
| 2007 | Curlin             | 3    | Robby Albarado     | Steve Asmussen         | Stonestreet Stables et al.         | 2:01.20 |
| 2006 | Bernardini         | 3    | Javier Castellano  | Thomas Albertrani      | Darley Stable                      | 2:01.02 |
| 2005 | Borrego            | 4    | Garrett Gomez      | C. Beau Greely         | Kelly, Scott, Ralls, Foster        | 2:02.86 |
| 2004 | Funny Cide         | 4    | Jose Santos        | Barclay Tagg           | Sackatoga Stable                   | 2:02.44 |
| 2003 | Mineshaft          | 4    | Robby Albarado     | Neil J. Howard         | Farish, Elkins, Webber             | 2:00.25 |
| 2002 | Evening Attire     | 4    | Shaun Bridgmohan   | Patrick J. Kelly       | Grant, Grant, Kelly                | 1:59.58 |
| 2001 | Aptitude           | 4    | Jerry Bailey       | Robert J. Frankel      | Juddmonte Farms                    | 2:01.49 |
| 2000 | Albert the Great   | 3    | Jorge Chavez       | Nick Zito              | Tracy Farmer                       | 1:59.24 |
| 1999 | River Keen         | 7    | Chris Antley       | Bob Baffert            | Hugo Reynolds                      | 2:01.40 |
| 1998 | Wagon Limit        | 4    | Robbie Davis       | H. Allen Jerkens       | Joseph V. Shields, Jr.             | 2:00.62 |
| 1997 | Skip Away          | 4    | Jerry Bailey       | Hubert Hine            | Carolyn Hine                       | 1:58.89 |
| 1996 | Skip Away          | 3    | Shane Sellers      | Hubert Hine            | Carolyn Hine                       | 2:00.70 |
| 1995 | Cigar              | 5    | Jerry Bailey       | William I. Mott        | Allen Paulson                      | 2:01.29 |
| 1994 | Colonial Affair    | 4    | Jose Santos        | Flint S. Schulhofer    | Centennial Farms                   | 2:02.19 |
| 1993 | Miner's Mark       | 3    | Chris McCarron     | C. R. McGaughey III    | Ogden Phipps                       | 2:02.79 |
| 1992 | Pleasant Tap       | 5    | Gary Stevens       | Christopher Speckert   | Buckland Farm                      | 1:58.95 |
| 1991 | Festin             | 5    | Ed Delahoussaye    | Ron McAnally           | Kinerk Burton                      | 2:00.69 |
| 1990 | Flying Continental | 4    | Corey Black        | Jay M. Robbins         | Jack Kent Cooke                    | 2:00.60 |
| 1989 | Easy Goer          | 3    | Pat Day            | C. R. McGaughey III    | Ogden Phipps                       | 2:29.20 |
| 1988 | Waquoit            | 5    | Jose Santos        | Guido Federico         | Joseph Federico                    | 2:27.60 |
| 1987 | Creme Fraiche      | 5    | Laffit Pincay, Jr. | Woody Stephens         | Brushwood Stable                   | 2:30.80 |
| 1986 | Creme Fraiche      | 4    | Randy Romero       | Woody Stephens         | Brushwood Stable                   | 2:28.00 |
| 1985 | Vanlandingham      | 4    | Pat Day            | C. R. McGaughey III    | Loblolly Stable                    | 2:27.00 |
| 1984 | Slew o' Gold       | 4    | Angel Cordero, Jr. | John O. Hertler        | Equusequitey Stable                | 2:28.80 |
| 1983 | Slew o' Gold       | 3    | Angel Cordero, Jr. | Sidney Watters, Jr.    | Equusequitey Stable                | 2:26.20 |
| 1982 | Lemhi Gold         | 4    | Chris McCarron     | Laz Barrera            | Aaron U. Jones                     | 2:31.20 |
| 1981 | John Henry         | 6    | Bill Shoemaker     | Victor J. Nickerson    | Dotsam Stable                      | 2:28.40 |
| 1980 | Temperence Hill    | 3    | Eddie Maple        | Joseph B. Cantey       | Loblolly Stable                    | 2:30.20 |
| 1979 | Affirmed           | 4    | Laffit Pincay, Jr. | Laz Barrera            | Harbor View Farm                   | 2:27.40 |
| 1978 | Exceller           | 5    | Bill Shoemaker     | Charles Whittingham    | Nelson Bunker Hunt                 | 2:27.20 |
| 1977 | On The Sly         | 4    | Gregg McCarron     | Milton W. Gross        | Balmak Stable                      | 2:28.20 |
| 1976 | Great Contractor   | 3    | Pat Day            | Roger Laurin           | Howard P. Wilson                   | 2:28.80 |
| 1975 | Group Plan         | 5    | Jorge Velasquez    | H. Allen Jerkens       | Hobeau Farm                        | 3:23.20 |
| 1974 | Forego             | 4    | Heliodoro Gustines | Sherrill W. Ward       | Lazy F Ranch                       | 3:21.20 |
| 1973 | Prove Out          | 4    | Jorge Velasquez    | H. Allen Jerkens       | Hobeau Farm                        | 3:20.00 |
| 1972 | Autobiography      | 4    | Angel Cordero, Jr. | Pancho Martin          | Sigmund Sommer                     | 3:21.40 |
| 1971 | Shuvee             | 5    | Jorge Velasquez    | Willard C. Freeman     | Anne Minor Stone                   | 3:20.40 |
| 1970 | Shuvee             | 4    | Ron Turcotte       | Willard C. Freeman     | Anne Minor Stone                   | 3:21.60 |
| 1969 | Arts and Letters   | 3    | Braulio Baeza      | J. Elliott Burch       | Rokeby Stables                     | 3:22.40 |
| 1968 | Quicken Tree       | 5    | William Hartack    | Clyde Turk             | L. R. Rowan/W. Whitney             | 3:22.80 |
| 1967 | Damascus           | 3    | Bill Shoemaker     | Frank Y. Whiteley, Jr. | Edith W. Bancroft                  | 3:20.20 |
| 1966 | Buckpasser         | 3    | Braulio Baeza      | Edward A. Neloy        | Ogden Phipps                       | 3:26.20 |
| 1965 | Roman Brother      | 4    | Braulio Baeza      | Burley Parke           | Harbor View Farm                   | 3:22.60 |
| 1964 | Kelso              | 7    | Ismael Valenzuela  | Carl Hanford           | Bohemia Stable                     | 3:19.20 |
| 1963 | Kelso              | 6    | Ismael Valenzuela  | Carl Hanford           | Bohemia Stable                     | 3:22.00 |
| 1962 | Kelso              | 5    | Ismael Valenzuela  | Carl Hanford           | Bohemia Stable                     | 3:19.80 |
| 1961 | Kelso              | 4    | Eddie Arcaro       | Carl Hanford           | Bohemia Stable                     | 3:25.80 |
| 1960 | Kelso              | 3    | Eddie Arcaro       | Carl Hanford           | Bohemia Stable                     | 3:19.40 |
| 1959 | Sword Dancer       | 3    | Eddie Arcaro       | J. Elliott Burch       | Brookmeade Stable                  | 3:22.20 |
| 1958 | Inside Tract       | 4    | Conn McCreary      | John J. Weipert, Jr.   | D & M Stable                       | 3:23.40 |
| 1957 | Gallant Man        | 3    | Bill Shoemaker     | John A. Nerud          | Ralph Lowe                         | 3:23.00 |
| 1956 | Nashua             | 4    | Eddie Arcaro       | Jim Fitzsimmons        | Leslie Combs II                    | 3:20.40 |
| 1955 | Nashua             | 3    | Eddie Arcaro       | Jim Fitzsimmons        | Belair Stud                        | 3:24.80 |
| 1954 | High Gun           | 3    | Eddie Arcaro       | Max Hirsch             | King Ranch                         | 3:25.80 |
| 1953 | Level Lea          | 3    | William Boland     | Not found              | John Shaffer Phipps                | 3:27.00 |
| 1952 | One Count          | 3    | Dave Gorman        | Oscar White            | Mrs. Walter M. Jeffords            | 3:24.20 |
| 1951 | Counterpoint       | 3    | Dave Gorman        | Sylvester Veitch       | C. V. Whitney                      | 3:21.60 |
| 1950 | Hill Prince        | 3    | Dave Gorman        | Casey Hayes            | Christopher Chenery                | 3:22.40 |
| 1949 | Ponder             | 3    | Eddie Arcaro       | Ben A. Jones           | Calumet Farm                       | 3:22.80 |
| 1948 | Citation           | 3    | Eddie Arcaro       | Ben A. Jones           | Calumet Farm                       | 3:21.60 |
| 1947 | Phalanx            | 3    | Ruperto Donoso     | Sylvester Veitch       | C. V. Whitney                      | 3:21.60 |
| 1946 | Pavot              | 4    | Eddie Arcaro       | Oscar White            | Walter M. Jeffords, Sr.            | 3:22.60 |
| 1945 | Pot o'Luck         | 3    | Douglas Dodson     | Ben A. Jones           | Calumet Farm                       | 3:27.40 |
| 1944 | Bolingbroke        | 7    | Robert Permane     | Jim Fitzsimmons        | Townsend B. Martin                 | 3:27.20 |
| 1943 | Princequillo       | 3    | Conn McCreary      | Horatio Luro           | Boone Hall Stable                  | 3:23.80 |
| 1942 | Whirlaway          | 4    | George Woolf       | Ben A. Jones           | Calumet Farm                       | 3:21.60 |
| 1941 | Market Wise        | 3    | Basil James        | George W. Carroll      | Louis Tufano                       | 3:20.80 |
| 1940 | Fenelon            | 3    | James Stout        | James E. Fitzsimmons   | Belair Stud                        | 3:24.40 |
| 1939 | Cravat             | 4    | Basil James        | Walter Burrows         | Townsend B. Martin                 | 3:23.00 |
| 1938 | War Admiral        | 4    | Wayne D. Wright    | George Conway          | Glen Riddle Farm                   | 3:24.80 |
| 1937 | Firethorn          | 5    | Harry Richards     | Preston M. Burch       | Walter M. Jeffords, Sr.            | 3:26.00 |
| 1936 | Count Arthur       | 4    | James Stout        | Frank Hackett          | Fanny Hertz                        | 3:24.40 |
| 1935 | Firethorn          | 3    | Eddie Arcaro       | Preston M. Burch       | Walter M. Jeffords, Sr.            | 3:24.20 |
| 1934 | Dark Secret        | 5    | Charles Kurtsinger | Jim Fitzsimmons        | Wheatley Stable                    | 3:24.60 |
| 1933 | Dark Secret        | 4    | Hank Mills         | Jim Fitzsimmons        | Wheatley Stable                    | 3:25.20 |
| 1932 | Gusto              | 3    | Buddy Hanford      | Max Hirsch             | Morton L. Schwartz                 | 3:25.20 |
| 1931 | Twenty Grand       | 3    | Charles Kurtsinger | James G. Rowe, Jr.     | Greentree Stable                   | 3:23.40 |
| 1930 | Gallant Fox        | 3    | Earl Sande         | Jim Fitzsimmons        | Belair Stud                        | 3:24.40 |
| 1929 | Diavolo            | 4    | John Maiben        | Jim Fitzsimmons        | Wheatley Stable                    | 3:24.00 |
| 1928 | Reigh Count        | 3    | Chick Lang         | Bert S. Michell        | Fanny Hertz                        | 3:23.00 |
| 1927 | Chance Play        | 4    | Earl Sande         | John I. Smith          | Log Cabin Stable                   | 3:23.00 |
| 1926 | Crusader           | 3    | Albert Johnson     | George Conway          | Glen Riddle Farm                   | 3:26.00 |
| 1925 | Altawood           | 4    | John Maiben        | G. Hamilton Keene      | Joseph E. Widener                  | 3:26.00 |
| 1924 | My Play            | 5    | Andy Schuttinger   | Roy Waldron            | Lexington Stable                   | 3:25.60 |
| 1923 | Homestretch        | 3    | Chick Lang         | Ernest Sletas          | H. Alterman                        | 3:24.20 |
| 1922 | Mad Hatter         | 6    | Earl Sande         | Sam Hildreth           | Rancocas Stable                    | 3:22.60 |
| 1921 | Mad Hatter         | 5    | Earl Sande         | Sam Hildreth           | Rancocas Stable                    | 3:22.40 |
| 1920 | Man o' War         | 3    | Clarence Kummer    | Louis Feustel          | Glen Riddle Farm                   | 2:28.80 |
| 1919 | Purchase           | 3    | Clarence Kummer    | Sam Hildreth           | Glen Riddle Farm                   | 2:28.80 |